# انفجاری دولبی بی‌واک
انفجاری دولبی بی‌واک یا انسدادی دولبی بی‌واک یک صامت است که در گفتار بسیاری از زبان‌های جهان به کار می‌رود. نماد این همخوان در الفبای آوانگاری بین‌المللی ⟨p⟩ است. در فارسی این همخوان با حرف «پ» نشان داده می‌شود.